# Brahim Boutayeb
Moulay Brahim Boutayeb (em árabe: مولاي ابراهيم بوطيب; Khemisset, 15 de agosto de 1967) é um ex-fundista marroquino, campeão olímpico dos 10000 metros e o mais jovem atleta a vencer esta prova nos Jogos Olímpicos até hoje.
Virtualmente desconhecido até 1988 no cenário internacional, especializado em 5000 m até então, Boutayeb surpreendeu o mundo do atletismo nos Jogos Olímpicos de Seul, ao ganhar a medalha de ouro na prova dos 10000 m.
Em Seul, a prova começou e desenrolou-se num ritmo bastante rápido, com Boutayeb acompanhado sempre por dois corredores quenianos e alcançando a metade da distância em ritmo de recorde mundial. A partir dali ele acelerou o ritmo, deixando os adversários para trás e continuando em ritmo de recorde mundial, mas diminuiu um pouco a velocidade na última volta, quando corria quase sozinho, perdendo o recorde mas ganhando a prova em 27min 21s, novo recorde olímpico e então o quarto melhor tempo do mundo para os 10000 m. Brahim tinha então apenas 21 anos de idade.
Após os Jogos, ele decidiu concentrar-se em distâncias mais curtas, estabelecendo recordes pessoais nos 1500m e 5000m nas temporadas seguintes. Em 1991, no Campeonato Mundial de Atletismo de Tóquio, conquistou a medalha de bronze nos 5000 metros.
Boutayeb voltou aos Jogos Olímpicos em Barcelona 1992, para disputar os 5000m. Na prova, disputada até o final, ele conseguiu apenas o quarto lugar, apesar de chegar apenas 0,75 s atrás do campeão, o alemão Dieter Baumann.
No ano seguinte, após não obter sucesso nas eliminatórias desta prova no Campeonato Mundial de Atletismo de Sttutgat, ele se retirou do atletismo, passando a dedicar sua atenção ao seu novo esporte preferido como piloto de rally.